# Jan Banucha
Jan Banucha (ur. 7 maja 1934 w Warszawie, zm. 17 lipca 2008 w Szczecinie) – polski scenograf i kostiumograf teatralny i filmowy, także autor dekoracji teatralnych. Absolwent Wydziału Malarstwa warszawskiej ASP (1957).

## Kariera zawodowa
Współpracował z wieloma teatrami w Polsce: z Teatrem Wybrzeże w Gdańsku (1959–1960, 1977, 1979, 1982–1985, 1988, 1990, 1992–1994), z Klasycznym (Rozmaitości) w Warszawie (1966, 1972), Dolnośląskim w Jeleniej Górze (1967–1968), Teatrami Dramatycznymi w Szczecinie (1969, 1971–1975, 1977, 1978, 1980, 1982–1990, 1992–2007, w tym Teatr Polski i Współczesny), z warszawskim Studenckim Teatrem Satyryków - STS (1971), z Teatrem Krypta w Szczecinie (1972, 1992, 1998), warszawskim Teatrem Współczesnym (1973), z Dramatycznym w Wałbrzychu (1973, 1987), Lubuskim Teatrem im. Kruczkowskiego w Zielonej Górze (1974, 1975, 1994), Teatrem Ziemi Mazowieckiej w Warszawie (1974, 1978), z warszawskim Powszechnym (1975–1977, 1979, 1980, 1982, 1985, 1986, 1988), z jeleniogórskim Teatrem im. C.K. Norwida (1975), z Teatrem Ziemi Pomorskiej w Grudziądzu, Starym Teatrem im. H. Modrzejewskiej w Krakowie (1976, 1977), Powszechnym Łodzi (1976–1978), Muzycznym w Słupsku (1978), z Dramatycznym Warszawie (1978), Bałtyckim Teatrem Dramatycznym im. J. Słowackiego w Koszalinie (1979, 1990–1992, 2000), z Teatrem Dramatycznym w Gdyni (1979), Teatrem im. J. Kochanowskiego w Opolu (1980, 1981, 1983, 1984, 1988, 1989, 1993), Opolskim Teatrem Lalki i Aktora im. Alojzego Smolki (1983), krakowskim Teatrem im. J. Słowackiego (1983), warszawskim Popularnym (1984, 1987), Teatrem im. A. Mickiewicza w Częstochowie (1984, 1985), warszawskim Nowym (1986, 1988, 1989), Ateneum im. Stefana Jaracza w Warszawie (1988), z Nowym w Łodzi (1989–1992), z Teatrem Rozrywki w Chorzowie (1990), z Teatrem im. Siemaszkowej Rzeszowie (1992–1994), z Operą i Operetką w Szczecinie (1993), Teatrem im. W. Bogusławskiego w Kaliszu (1993), Teatrem im. W. Horzycy w Toruniu (1993), Teatrem „13 Muz” w Szczecinie (1993, 2004), Polskim w Bydgoszczy (1995), z wrocławskim Teatrem Współczesnym (1995, 1996), Teatrem im. Juliusza Osterwy w Gorzowie Wielkopolskim (1996–1999, 2001), krakowskim Teatrem STU (1999), Dramatycznym w Elblągu (2000, 2001), Teatrem Polskim im. Konieczki w Bydgoszczy (2002).
Tworzył też scenografie dla teatrów zagranicznych (Teatr im. Gorkiego w Kujbyszewie, 1973). W latach 1992–2004 zatrudniony był na stanowisku scenografa w szczecińskim Teatrze Polskim. Pochowany został na cmentarzu Centralnym w Szczecinie (kwatera 22b).
W swojej pracy miał możliwość pracować przy przedsięwzięciach artystycznych takich reżyserów, jak m.in.: Anna Augustynowicz, Aleksander Bardini, Jan Bratkowski, Stanisław Brejdygant, Janusz Bukowski, Piotr Cieślak, Maciej Englert, Krzysztof Gordon, Mikołaj Grabowski, Józef Gruda, Stanisław Hebanowski, Zygmunt Hübner, Janusz Józefowicz, Roman Kłosowski, Andrzej Kondratiuk, Janusz Kondratiuk, Władysław Kowalski, Jarosław Kuszewski, Kazimierz Kutz, Zbigniew Lesień, Ryszard Major, Tatiana Malinowska-Tyszkiewicz, Bogdan Michalik, Bogusław Semotiuk, Adam Opatowicz, Jan Skotnicki, Tadeusz Słobodzianek, Wojciech Solarz, Andrzej Wajda, Tomasz Zygadło, Teresa Żukowska.

## Najważniejsze prace teatralne
- 1960, 2002 – Hamlet
- 1960 – Jezioro Bodeńskie
- 1966 – Śluby panieńskie
- 1968, 1977, 1985 – Opera za trzy grosze
- 1969 – Sonnenbruchowie
- 1971 – Cyd
- 1972, 2004 – Sen nocy letniej
- 1972, 1973, 1981, 1997 – Damy i huzary
- 1974 – Awantura w Chioggi
- 1974 – Awans
- 1975, 1999 – Rewizor
- 1976 – Sklepy cynamonowe
- 1977, 1983 – Iwona, księżniczka Burgunda
- 1977, 2002 – Bal w Operze
- 1977, 1993, 1999 – Antygona
- 1978 – Burza
- 1978, 1991, 1993, 1998 – Zemsta
- 1979 – Ożenek
- 1980, 1982 – Kopciuch
- 1980, 1983 – Romeo i Julia
- 1980 – Wesele Figara
- 1980, 2002 – Kordian
- 1982 – Ślub
- 1982, 1984 – Operetka
- 1983 – Czekając na Godota
- 1983 – Irydion
- 1984 – Nie-Boska komedia
- 1984 – Wysocki
- 1984 – Pchła Szachrajka
- 1987 – Ławeczka
- 1987 – Życie jest snem
- 1988 – Idiota
- 1988 – Pieśń nad pieśniami
- 1989, 2003 – Faust
- 1989 – Audiencja
- 1990 – Chory z urojenia
- 1992, 1999 – Kto się boi Wirginii Woolf?
- 1992, 1997 – Wieczór Trzech Króli
- 1992 – Świętoszek
- 1993, 1995 – Antygona w Nowym Jorku
- 1993 – Proces
- 1994 – Ferdydurke
- 1994 – Paragraf 22
- 1995 – Solaris
- 1996 – Zbrodnia i kara
- 1996 – Król Maciuś Pierwszy
- 1998 – Balladyna
- 1999 – Wizyta starszej pani
- 1999 – Mazepa
- 2000 – Poskromienie złośnicy
- 2000 – Trans-Atlantyk
- 2000 – Mistrz i Małgorzata
- 2001 – Dekameron
- 2001 – Kolacja na cztery ręce
- 2002 – Wariat i zakonnica
- 2005 – Igraszki z diabłem
- 2007 – Stacyjka Zdrój

## Filmografia

### Scenografia
- 1979 – Pełnia

### Kostiumy
- 1959 – Lotna
- 1960 – Rok pierwszy
- 1961 – Kwiecień
- 1961 – Milczące ślady
- 1961 – Samson
- 1962 – Dom bez okien
- 1962 – Jadą goście, jadą...

## Nagrody, wyróżnienia i odznaczenia
- 1970 – nagroda za scenografię do Wesela Stanisława Wyspiańskiego w Teatrach Dramatycznych w Szczecinie na XII FTPP w Toruniu
- 1974 – wyróżnienie za scenografię do przedstawienia Oskarżyciel publiczny Fritza Hochwaldera i Awans Edwarda Redlińskiego w Teatrach Dramatycznych w Szczecinie na XVI FTPP w Toruniu
- 1992 – Nagroda Artystyczna Miasta Szczecina
- 1996 – nagroda specjalna Oko Recenzenta szczecińskich dziennikarzy
- 1997 – wyróżnienie za scenografię do przedstawienia Wieczór Trzech Króli w reż. Aleksandra Wilkina w Teatrze Polskim w Szczecinie na Festiwalu Szekspirowskim w Gdańsku
- 2005 – Złoty Krzyż Zasługi[4]